# Сериал
Сериалът е поредица от филмови, радио или други художествени произведения, които обикновено се излъчват по едно и също време в определен ден по телевизията или радиото, или в случаи с печатни произведения, в едни и същи печатни издания. С малки изключения един сериал има определен брой постоянни действащи лица, които преживяват приключения или други случки, които заслужават да бъдат разказани. Типично за сериалите е еднаквата продължителност на отделните серии и целостта на историята.